# Lucrécia (Artemisia Gentileschi)
Lucrécia é uma pintura da artista italiana barroca Artemisia Gentileschi. Retrata no momento do seu suicídio Lucrécia, esposa do cônsul romano e general Tarquínio. A decisão de tirar sua própria vida foi feita depois que ela foi chantageada e estuprada por um soldado, colega de seu marido. Faz parte de uma série de pinturas de Gentileschi cujo foco são mulheres virtuosas mal tratadas por homens.
O quadro foi pintado entre 1623 e 1625. Ele está atualmente na coleção de Gerolamo Etro, em Milão. Gentileschi pintou outra obra sobre a mesma temática, muito mais tarde em sua carreira, que está em exposição no Neues Palais, Potsdam.
Há suposição de que este seja um autorretrato da artista.